# Венис Гарденс (Флорида)
Венис Гарденс (енгл. Venice Gardens) насељено је место без административног статуса у америчкој савезној држави Флорида.

## Демографија
По попису из 2010. године број становника је 7.104, што је 362 (-4,8%) становника мање него 2000. године.
| Група             | 2000.         | 2010.         |
| Белци             | 7.194 (96,4%) | 6.493 (91,4%) |
| Афроамериканци    | 30 (0,4%)     | 64 (0,9%)     |
| Азијати           | 93 (1,2%)     | 101 (1,4%)    |
| Хиспаноамериканци | 100 (1,3%)    | 356 (5,0%)    |
| Укупно            | 7.466         | 7.104         |